# カザルスホールを守る会
カザルスホールを守る会（カザルスホールをまもるかい）は、2010年3月末で閉鎖された日本大学カザルスホールの存続を願う著名アーティストたちで結成された非営利の活動団体。

## 結成
日本大学カザルスホール閉鎖後の2010年4月～5月まで準備的活動。6月より本格的に始動。

## 目的
- 公共的なホールとして、歴史的貢献と社会的価値を世に問いかける。
- 署名活動を展開する。
- 日本大学、千代田区、内閣総理大臣などに署名を持参し、ホールを愛し、存続を願う人々の気持ちを伝える。
- チャリティ・コンサートを展開し、活動資金を募る。

## 活動内容
- 記者会見（2010年6月18日）
- チャリティ・コンサート（2010年9月1日）
- チャリティ・コンサート（2010年10月9日）
- シンポジウム（2010年11月16日）
- チャリティ・コンサート（2010年12月2日）
- チャリティ・コンサート（2011年2月13日）
- チャリティ・コンサート（2011年4月27日）

## 日本大学カザルスホールの行方
公式情報では、ホール敷地（お茶ノ水スクエアA館）の開発については未定であり、ホールを存続させるか、取り壊して新しい建設物を考えるかについては、これから検討が始められる状態とされている。2010年5月に日本大学学内に検討委員会が発足している。ホールは2010年3月末で閉鎖されたが、取り壊しが前提でも確定でもないとのことである。
お茶ノ水スクエアA館は、千代田区の都市再生特別地区に指定されており、日本大学の一存では計画が認められないことになっている。計画には、千代田区や内閣総理大臣が認めなければ進められず、実際に、千代田区はカザルスホールを保存するよう日本大学へと正式に要請していることを公表している。
日本大学は、お茶ノ水スクエアからA館を購入した際、担当弁護士と共に存命中のカザルス夫人を訪ねている。カザルス夫人からは、主婦の友社の芸術に対する熱い意思を受け継ぎ、ホール名に許諾いただいたカザルスの名前と共にホールを末永く守っていってくれることを約束として依頼され、日本大学の瀬在良男総長と主婦の友社の石川武美社長はそれに同意したとされる。それに反してホールが閉鎖になったことをカザルス夫人は日本大学側から聞かされておらず、巨匠カザルスの名前が国際的なだけに、音楽家たちはホールを守ることを強く願っている。
一説によると、日本大学は当初から、ホールを取り壊し明治大学（リバティタワー）に対抗した高層ビルを建設する前提でホール付の土地を購入したとも言われている。

## 活動動向
スペイン国内において、カザルスは国民的英雄であり、歴史的偉人であることから、本活動に対する署名活動がスペイン国内に広がりつつある。スペインから国の世論として声が大きくなりつつあることは、日大外部から日大の立場を心配してしまうような展開が予想される。

## 発起人
生前のパブロ・カザルスにゆかりのあるアーティスト、カザルスホールで演奏歴のあるアーティスト、カザルスホールの名プロデューサー萩元晴彦にゆかりのあるアーティストたちをはじめとして、著名人が輪を広げつつある。

### 代表
- 岩崎淑

### 名誉顧問
- マルタ・カザルス・イストミン夫人

### 作曲家
- 池辺晋一郎
- 飯沼信義
- 三枝成彰
- 中島良史
- 坂本龍一
- 新実徳英
- 西村朗
- 野田暉行
- 林光
- 間宮芳生
- 三善晃

### 指揮者
- 荒谷俊治
- 小澤征爾
- 小林研一郎
- 堤俊作

### 音楽学者
- 加田萬里子
- 藤江効子

### 管楽器奏者
- 二宮和子(Cl)
- 濵中浩一(Cl)
- 峰岸壮一(Fl)

### 弦楽器奏者
- 海野義雄(Vln)
- 大谷康子(Vln)
- 木野雅之(Vln)
- 久合田緑(Vln)
- 久保陽子(Vln)
- 庄司紗矢香(Vln)
- 徳江尚子(Vln)
- 徳永二男(Vln)
- 豊嶋泰嗣(Vln)
- 原田幸一郎(Vln)
- 堀米ゆず子(Vln)
- 和波孝禧(Vln)
- 今井信子(Vla)
- 菅沼準二(Vla)
- 店村眞積(Vla)
- 岩崎洸(Vc)
- 倉田澄子(Vc)
- 堤剛(Vc)
- 堀了介(Vc)
- 毛利伯郎(Vc)

### 鍵盤楽器奏者
- 廣野嗣雄(Org)
- 青柳晋(Pf)
- 江戸京子(Pf)
- 神谷郁代(Pf)
- 舘野泉(Pf)
- 土屋美寧子(Pf)
- 寺田悦子(Pf)
- 遠山慶子(Pf)
- 渡辺規久雄(Pf)

### 打楽器奏者
- 有賀誠門

### 声楽家
- 伊藤京子（Sop）
- 栗林義信（Bar）
- 河野克典（Bar）

### その他著名人
- 加賀乙彦（小説家）
- 櫻井よしこ（ジャーナリスト）
- 鳥飼玖美子（立教大学教授・同時通訳者）
- 野田弘志（画家）
- 宮尾登美子（小説家）